# Edward Albert Sharpey-Schafer
Sir Edward Albert Sharpey-Schafer FRS FRSE FRCP LLD (2 de junio de 1850 – 29 de marzo de 1935) fue un médico y fisiólogo inglés.
Es considerado el fundador de la endocrinología como rama médica. En 1894 descubrió y demostró la existencia de la adrenalina junto con George Oliver. También acuñó el término "endocrino" para las secreciones de las glándulas sin conductos. Schafer acuñó también el nombre insulina después de teorizar que una sustancia del páncreas era responsable de la diabetes mellitus.
El método Schafer de respiración artificial es otra de sus aportaciones.

## Biografía

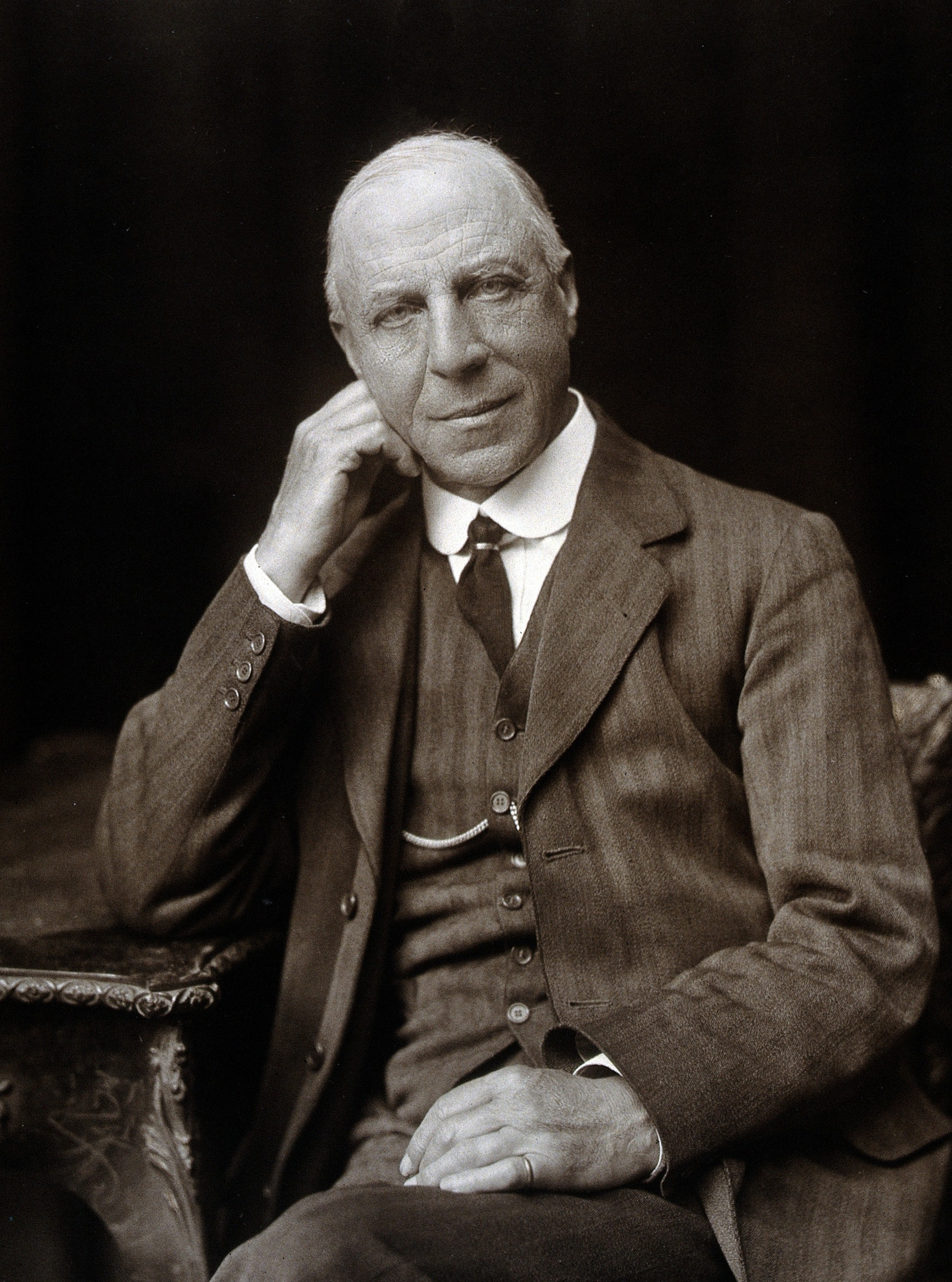
Edward Albert Sharpey-Schafer

Nacido Edward Albert Schäfer, en Hornsey, Londres, fue el tercer hijo de Jessie Brown y James William Henry Schäfer, un mercader nacido en Hamburgo y emigrado a Inglaterra de joven, donde se había naturalizado. Su madre era inglesa. La familia vivía en Highgate en del noroeste de Londres.
Edward fue educado en la Escuela Clewer. En 1868  comenzó los estudios de medicina en University College de Londres, donde fue alumno del famoso fisiólogo eminente William Sharpey. En 1873 pasó a ser el primer Becario Sharpey.
Fue nombrado Profesor de Ayudante de Fisiología Práctica en 1874 y elegido un Socio de la Sociedad Real en 1878 con sólo 28 años. Fue profesor Fulleriano en la Royal Institution y devenía Profesor Jodrell en la UCL en 1883, cargo que mantuvo hasta que 1899 cuándo fue nombrado a catedrático de fisiología en la Universidad de Edimburgo (reemplazando al fallecido William Rutherfurd) dónde  trabajó hasta su jubilación en 1933 y su nombramiento como profesor emérito. Le reemplazó en la cátedra el profesor Ivan De Burgh Daly.
En 1900 fue elegido socio de la Sociedad Real de Edimburgo. Sus proponentes fueron Sir William Turner, Alexander Crum Brown, Sir John Murray y Alexander Buchan. Llegaría a ser vicepresidente de la Sociedad de 1913 a 1917 y presidente de 1929 a 1934. Ganó asimismo el premio Neill de la sociedad de 1919 a 1921.
En 1902  encargó al arquitecto escocés Robert Lorimer el diseño de Marly Knowe, una villa Arts and Craft en la ciudad costera de North Berwick, al este de Edimburgo.
Schafer fue miembro fundador de la Sociedad Fisiológica y, de 1908 a 1933, editor de la Revista Trimestral de Fisiología Experimental. Fue galardonado con numerosas condecoraciones, incluyendo el Premio Cameron de Terapéutica de la Universidad de Edimburgo. Su libro Fundamentos de Histología fue editado 16 veces entre 1885 y 1954. Introdujo el extracto suprarrenal (que contiene adrenalina así como otras sustancias activas) como medicina. Schafer fue también miembro de la Royal Society desde 1878, presidente de la Asociación Británica para el Avance la Ciencia en 1911–1912 y presidente de la Asociación Médica británica en 1912.
Fue nombrado caballero por el rey Jorge V en 1913.
Murió en su casa en North Berwick el 29 de marzo de 1935.

## Familiar

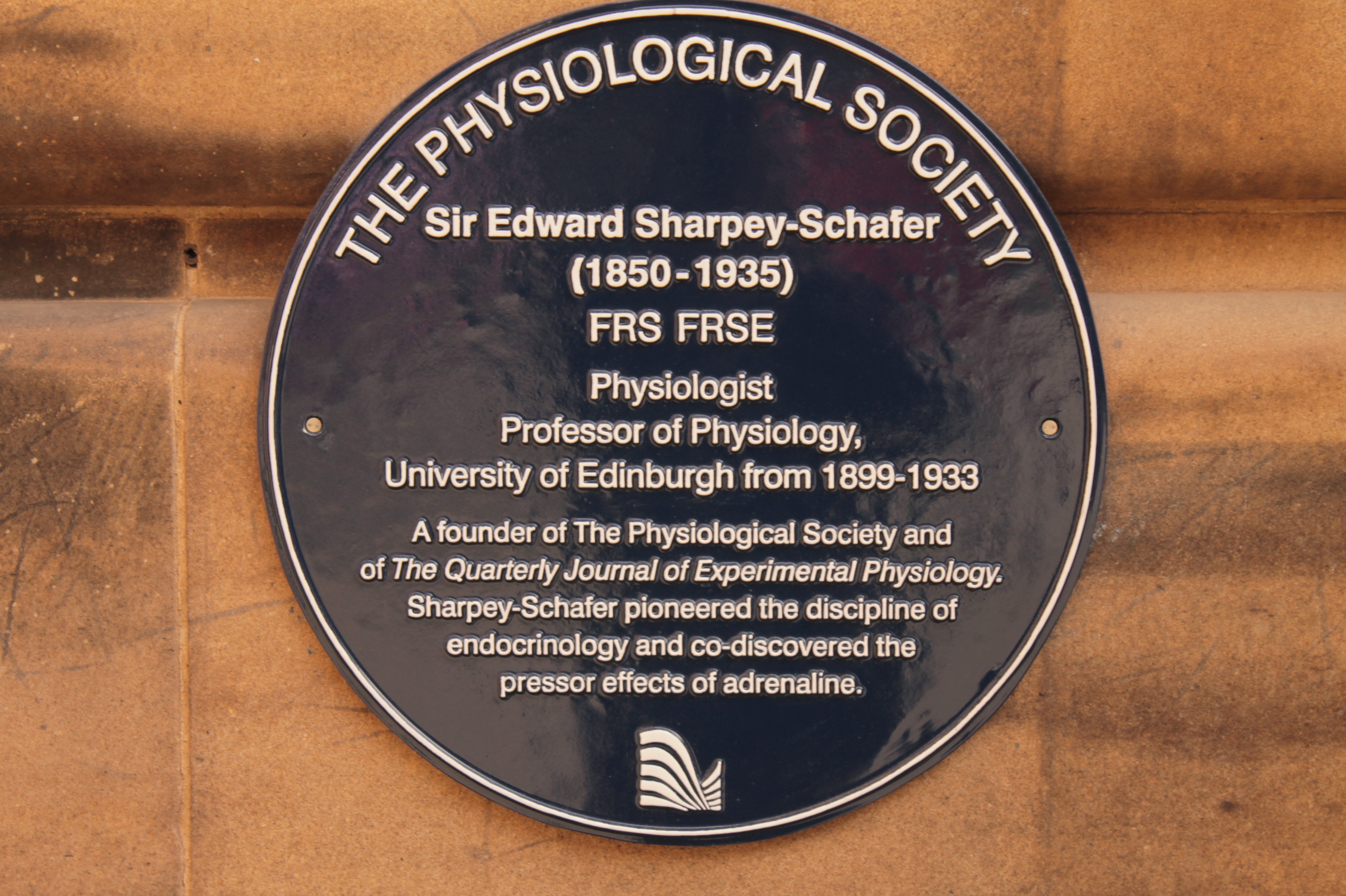
Placa en honor a Sir Edward Sharpey-Schafer, Facultad de Medicina de la Universidad de Edimburgo.

Se casó dos veces, en primer lugar en 1878 con Maud Dixey y después de la muerte de Maud en 1896, con Ethel Maud Roberts en 1900. Tuvo cuatro niños de su primer matrimonio, aun así, él sobrevivió a tres de ellos: su la hija mayor murió en 1905 y sus dos hijos perecieron en acción en la Primera Guerra Mundial.
Siguiendo la muerte de su hijo mayor, John Sharpey Schafer, el nombre de ‘Sharpey',  el cual había sido usado como nombre intermedio de su hijo, fue unido a Schafer convirtiéndose en tras 1918 en Sharpey-Schafer. Lo hizo tanto en memoria de su hijo como para perpetuar el nombre de su mentor, William Sharpey.
Su nieto, Edward Peter Sharpey-Schafer, fue profesor de Medicina en el Hospital St Thomas de Londres de 1948 hasta su muerte en 1963.
Su hermana se casó con James Cossar Ewart.

## Alumnado
Su alumnado incluyó James Davidson Stuart Cameron y Alexander Murray Drennan.

## Trabajos
Además artículos sobre temas como estructura muscular, química de las proteínas sanguíneos, sobre la absorción, y el ritmo de contracción voluntaria,  fue autor de los siguientes libros:  
- Curso de Histología Práctica (1877)
- Fundamentos de Histología (1885; sexta edición, 1902)
- Manual avanzado de Fisiología por Fisiólogos británicos (1898)
- Fisiología experimental (1910)

Asimismo editó Elementos de Anatomía (con G. D. Thane, 8.º, 9.º, y 10.as ediciones) de Quain

## Eponimia
- Se denomina método de Schaefer a una técnica de respiración artificial. El paciente se pone en decúbito prono con la frente en uno de sus brazos, el auxiliador se coloca con las rodillas en un lado de sus caderas y presiona con ambas manos en la parte baja de las costillas, levantando el cuerpo lentamente mientras relaja la presión con las manos. El movimiento se repite atrás y adelante cada cinco segundos.

Diccionario Médico Dorland  (1938)